# Dampf- und Traktorentreffen im Freilichtmuseum am Kiekeberg

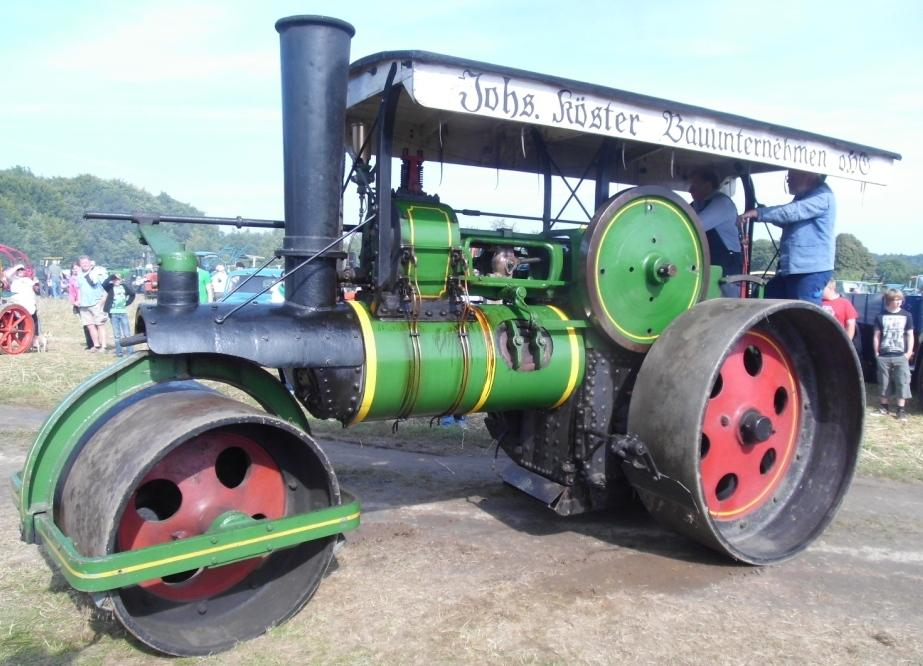
Zettelmeyer-Dampfwalze mit 28 PS von 1942 beim Treffen 2012

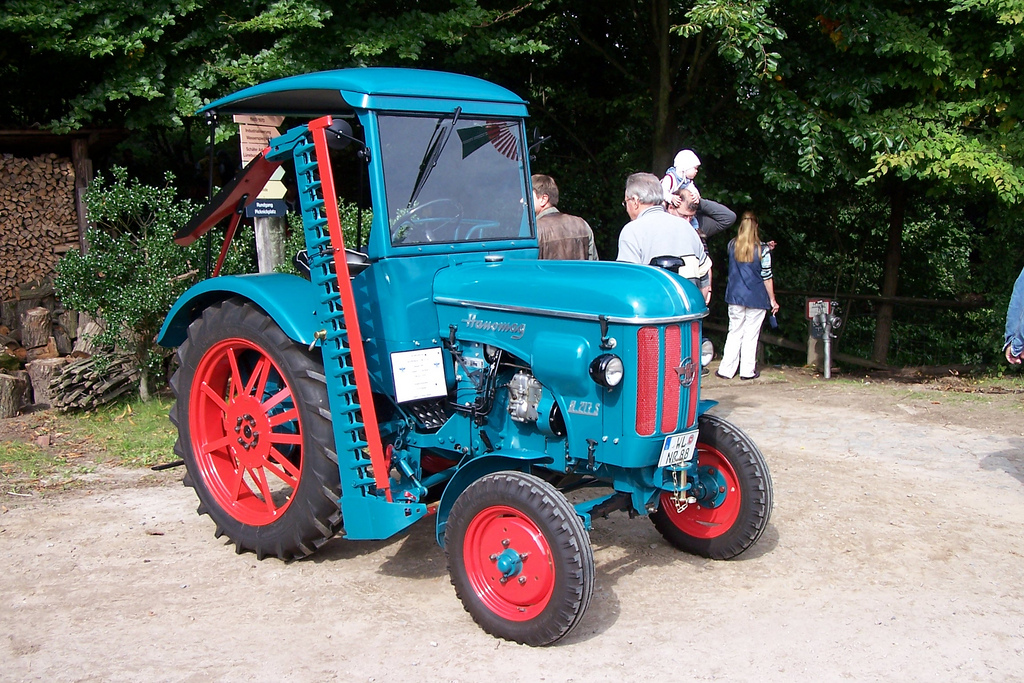
Hanomag-Schlepper R 217 S mit Mähbalken beim Treffen 2010

Das Dampf- und Traktorentreffen im Freilichtmuseum am Kiekeberg ist ein Festival, auf dem Dampfmaschinen und Traktoren gezeigt und vorgeführt werden. Es findet seit 1989 jährlich im September in der Gemeinde Rosengarten im Landkreis Harburg statt und ist damit eines der ältesten Dampffestivals dieser Art in Deutschland. Veranstaltet wird das Festival vom  Freilichtmuseum am Kiekeberg.
Aus der Idee, Teile der landtechnischen Sammlung des Museums auch in Aktion zu zeigen, ist gemeinsam mit Traktoren- und Oldtimerfreunden das Treffen entstanden, bei dem jährlich die Traktoren und alle zwei Jahre zusätzlich Dampfmaschinen im Mittelpunkt des Geschehens stehen. Zur Veranstaltung werden auch ausgewählte Stücke aus der Sammlung des Freilichtmuseums in Betrieb genommen. Zudem findet regelmäßig auch ein Ersatzteilmarkt statt.

## Teilnehmer und Besucher
Gezeigt werden jährlich Traktoren sowie alle zwei Jahre zudem dampfgetriebene Lokomobile aus dem In- und Ausland. Das Mindestalter der teilnehmenden Maschinen wird dabei vom Veranstalter auf rund 30 Jahre festgesetzt. Die Teilnehmerzahl schwankt zwischen rund 200 und 400 Fahrzeugen. Und etwa 7.000 bis 10.000 Menschen besuchen die Veranstaltung.

Vorführung Holzschuhherstellung mit Dampfmaschine (Treffen 2012)
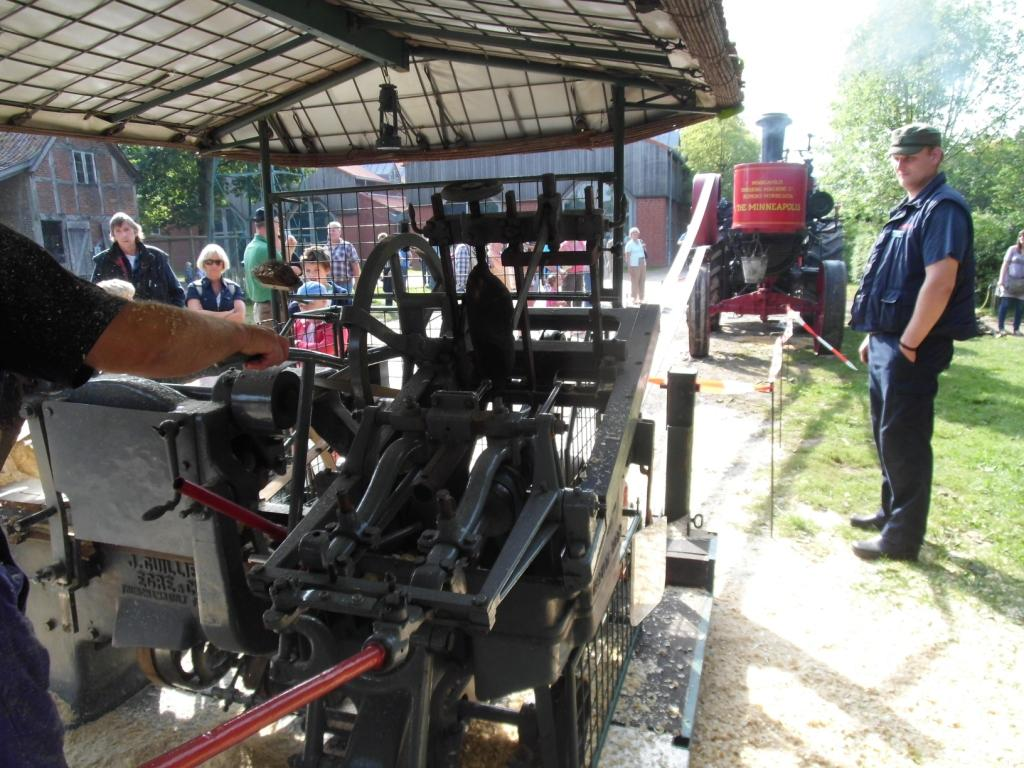
Maschine zur Fertigung der Holzschuhe
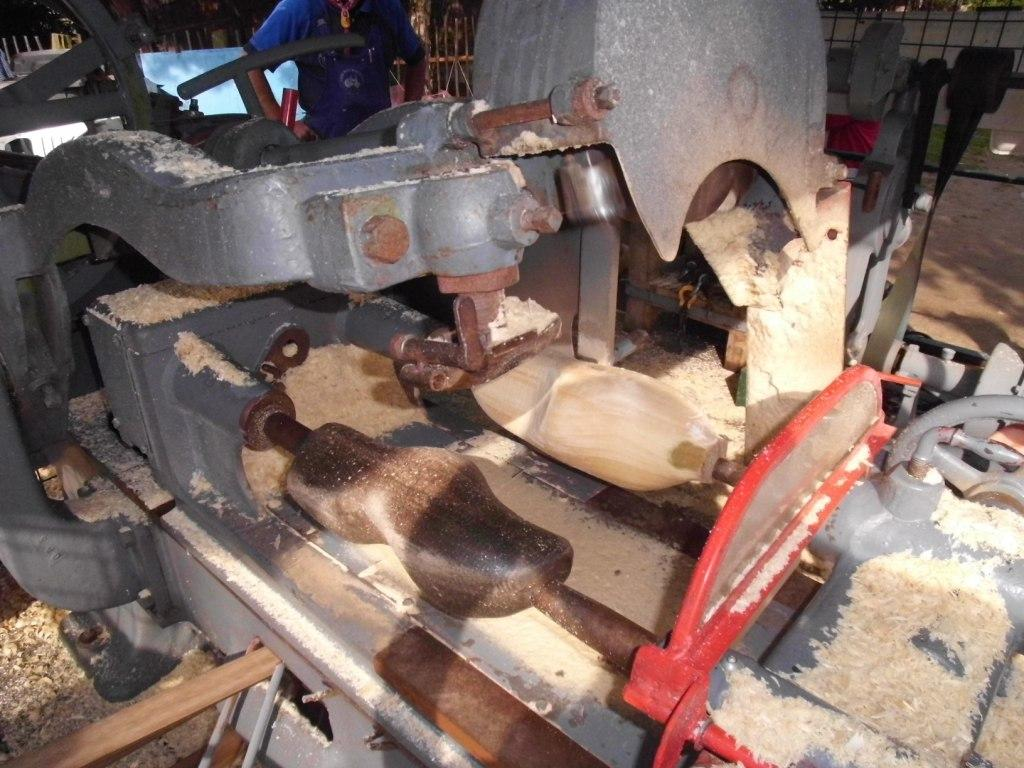
Außenbearbeitung der Holzschuhe
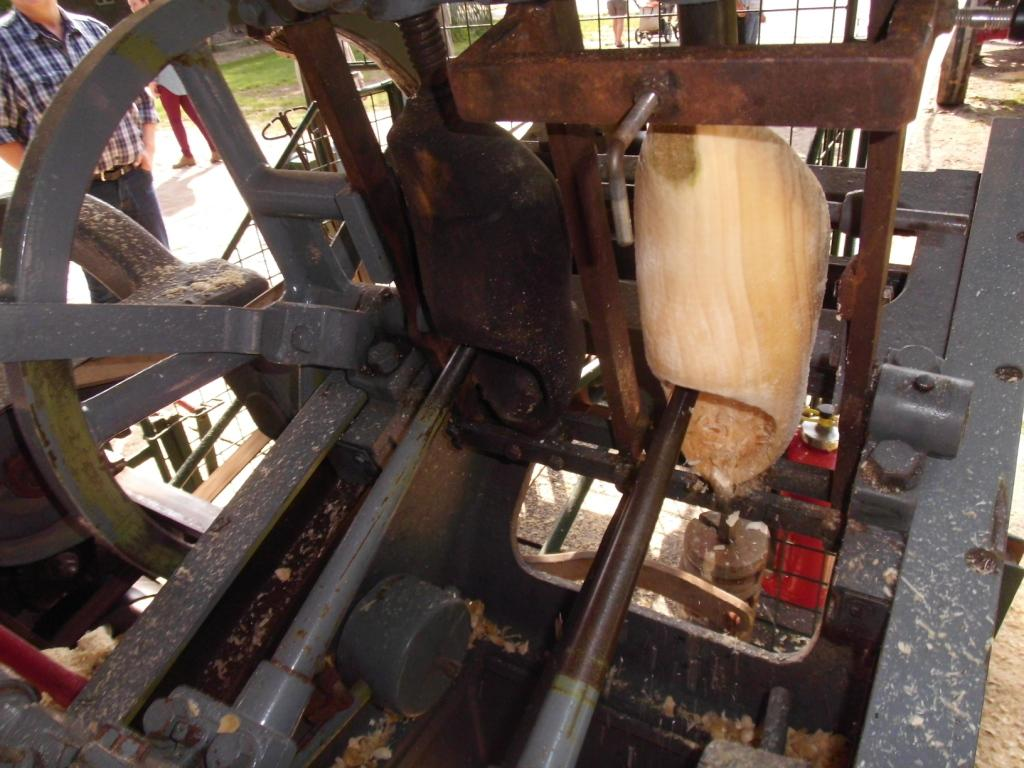
Ausfräsen der Holzschuhe

## Besondere Ereignisse
Im Jahr 2004 wurden im Rahmen des Treffens bis Ende Oktober unter dem Titel „Schindmähren“ Aquarelle des Malers Michael Wolff gezeigt. Als Besonderheiten nahmen 2006 eine Showmans-Dampfmaschine und erstmals ein Dampffahrrad des Engländers Geoff Hudspith an der Veranstaltung teil.
Zum 20. Jahrestag des Dampf- und Traktorentreffens veröffentlichte das Freilichtmuseum 2008 in seiner Schriftenreihe ein Buch mit dem Titel Richard Toepffer. Ein Dampfpflug-Unternehmer als Gestalter in der Lüneburger Heide. Der deutsche Industrielle war maßgeblich an der Einführung von Dampfpflug und Dampfdresche in Deutschland beteiligt. Das Treffen im Jahr 2009 stand im Zeichen der Traktoren der Firma Ritscher und des Unimog. 2012 wurden ergänzend zur Veranstaltung Meilensteine der Traktorengeschichte im Agrarium (ebenfalls 2012 eröffnet) präsentiert.
Aufgrund der Corona-Pandemie setzte der Veranstalter das Treffen in den Jahren 2020 und 2021 aus. 2023 fand das Treffen wieder regulär im September statt. In diesem Jahr feierten die Ritscherfreunde nachträglich „100 Jahre Ritscher“ auf dem Kiekeberg.